# Vachellia sutherlandii
Acacia sutherlandii é uma espécie de leguminosa do gênero Acacia, pertencente à família Fabaceae.

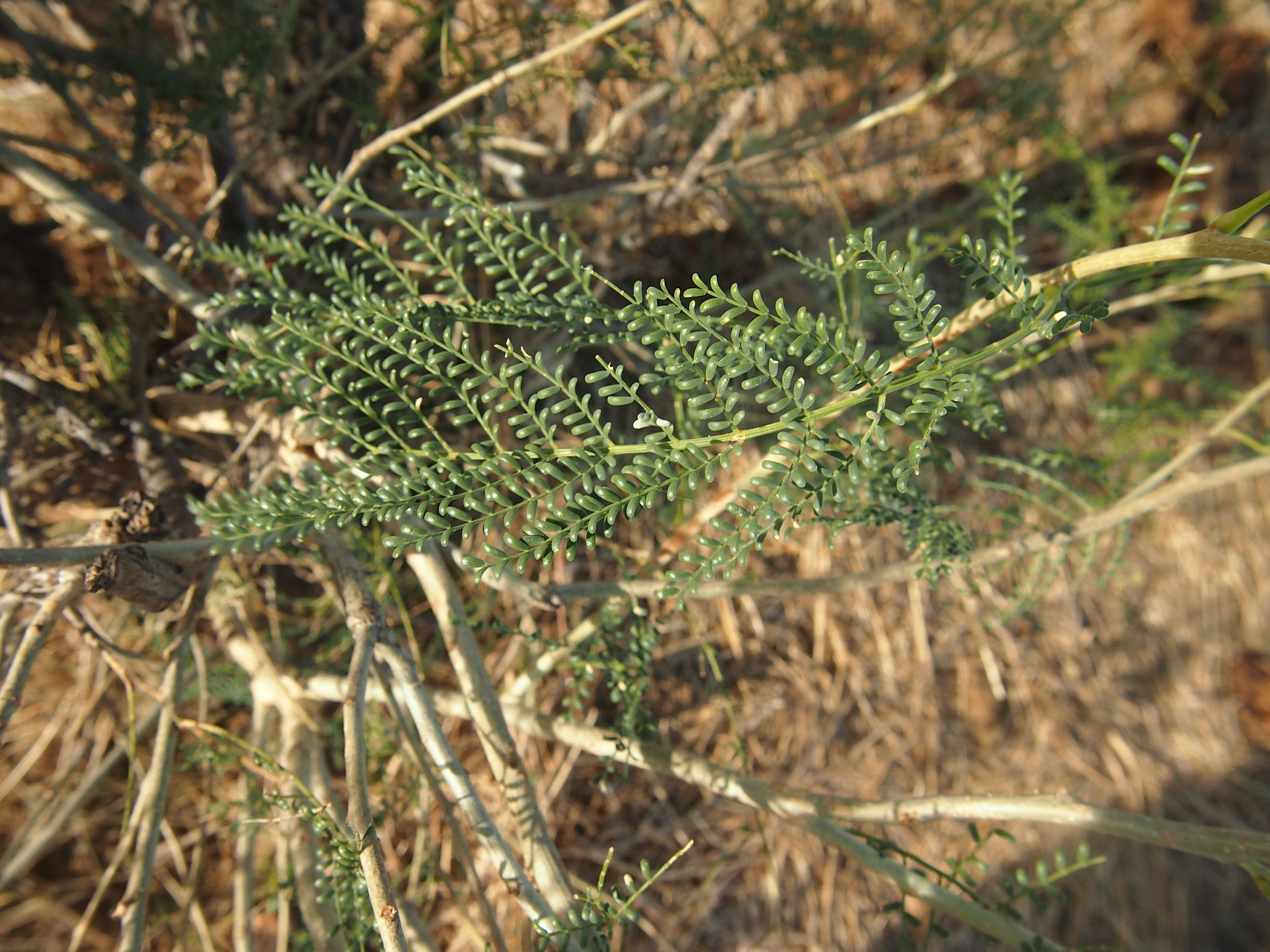
Folhas das Acacia sutherlandii